# دراج‌های سیاه
دراج‌های سیاه (نام علمی: Francolinus) نام سرده‌ای از از زیرتیره کبکیان در تیره قرقاولان است.
گونه‌های آن شامل موارد زیر هستند:
- دراج سیاه،  Francolinus francolinus
- دراج رنگین،  Francolinus pictus
- دراج چینی،  Francolinus pintadeanus

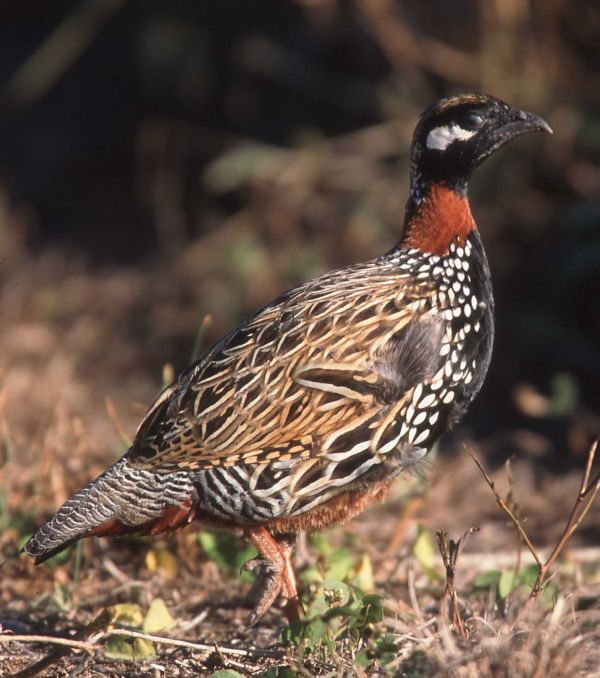
دراج سیاه